# 1924 у футболі
Нижче наведені футбольні події 1924 року у всьому світі.

## Засновані клуби
- АЕК (Афіни) (Греція)
- Атлетіко Паранаенсе (Бразилія)
- Монако (Монако)
- Райо Вальєкано (Іспанія)
- Торпедо (Москва) (Росія)

## Національні чемпіони
- Англія: Гаддерсфілд Таун
- Бельгія: Беерсгот
- Данія: Болдклуббен 1903
- Ісландія: Вікінгур
- Італія: Дженоа
- Нідерланди: Феєнорд
- Німеччина: Нюрнберг
- Угорщина: МТК
- Шотландія: Рейнджерс